# ماریاتسل
ماریاتسِل (به آلمانی: Mariazell) یک شهر در اتریش است که در منطقه بروک مورتسوچلاگ واقع شده‌است. مریازل ۶٫۴۴ کیلومتر مربع مساحت دارد ۸۶۸ متر بالاتر از سطح دریا واقع شده‌است.

## خواهرخوانده
شهرهای آلتوتیگ، فاتیما، لورتو، مارکه، چستوهووا، استرگم و لوردس خواهرخوانده‌های مریازل هستند.